# Deles
Deles is een bestuurslaag in het regentschap Batang van de provincie Midden-Java, Indonesië. Deles telt 3359 inwoners (volkstelling 2010).